# Stony Point (Carolina del Nord)
Stony Point è un census-designated place (CDP) degli Stati Uniti d'America, situato nello stato della Carolina del Nord, diviso tra la contea di Alexander e la contea di Iredell.